# Сахаевский сельсовет
Саха́евский сельсове́т — муниципальное образование в Кармаскалинском районе Башкортостана.
Административный центр — село Сахаево.

## История
Согласно «Закону о границах, статусе и административных центрах муниципальных образований в Республике Башкортостан» имеет статус сельского поселения.

## Население
| 2002  | 2009  | 2010  | 2012  | 2013  | 2014  | 2015  |
| ----- | ----- | ----- | ----- | ----- | ----- | ----- |
| 3051  | ↗3139 | ↗3251 | ↘3181 | ↘3156 | ↘3151 | ↗3163 |
| 2016  | 2017  | 2018  |       |       |       |       |
| ↗3180 | ↘3170 | ↘3121 |       |       |       |       |

## Состав сельского поселения
| № | Населённый пункт | Тип населённого пункта          | Население |
| - | ---------------- | ------------------------------- | --------- |
| 1 | Сахаево          | деревня, административный центр | ↗1615     |
| 2 | Старошареево     | деревня                         | ↗565      |
| 3 | Староакташево    | деревня                         | ↗414      |
| 4 | Бельский         | деревня                         | ↘407      |
| 5 | Сысканово        | деревня                         | ↗109      |
| 6 | Куяшкино         | деревня                         | ↗78       |
| 7 | Симский          | деревня                         | ↗42       |
| 8 | Красноярово      | деревня                         | ↘21       |

## Исполнительная власть
Администрация сельского поселения Сахаевский сельсовет: Россия, 453019, Башкортостан, Кармаскалинский район, д. Сахаево, Шоссейная ул., д. 1.

## Известные уроженцы
- Ляпина, Нафиса Кабировна (род. 15 декабря 1933) — химик, Заслуженный деятель науки БАССР (1976), доктор химических наук (1983), профессор (1986), член-корреспондент АН РБ (1995)[13].